# Arne Pettersson
Sven Arne Pettersson (i riksdagen kallad Pettersson i Malmö), född 3 oktober 1918 i Gävle, död 9 mars 1985 i Malmö, var en svensk socialdemokratisk ombudsman och politiker.
Pettersson var verksam som målare 1933–1945, anställd vid Sveriges socialdemokratiska ungdomsförbund (SSU) 1945–1947, facklig sekreterare hos socialdemokratiska partistyrelsen i Stockholm 1947–1958 och sekreterare i Skånes socialdemokratiska partidistrikt från 1958. Han var ledamot av Malmö stadsfullmäktige 1963–1970, av kommunfullmäktige 1982–1985, ordförande i sjukvårdsstyrelsen 1980–1984 och kommunalråd för hälso- och sjukvårdsroteln 1980–1985.
Pettersson var ledamot av riksdagens första kammare 1965–1970, invald i Malmöhus läns valkrets samt var ledamot i enkammarriksdagen 1971–1980, invald i Fyrstadskretsen, under den senare perioden även ledamot av finansutskottet. 
Pettersson är begravd i minneslunden på Limhamns kyrkogård. Han var far till sångerskan Siv Pettersson (1955–1975).